# قناة الكالسيوم
قناة الكالسيوم هي قناة أيونية تُظهر نفاذية انتقائية لأيونات الكالسيوم. تكون أحيانًا مرادفًا لقناة الكالسيوم المبوبة بالفولتية، على الرغم من وجود قنوات الكالسيوم ذات البوابات الأيونوتروبية.

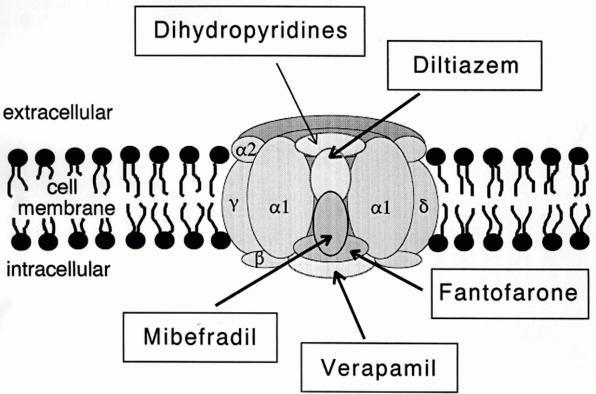

تُستخدم حاصرات قنوات الكالسيوم من النوع L لعلاج ارتفاع ضغط الدم. وهي تعمل عن طريق منع الكالسيوم من دخول خلايا القلب والشرايين. عن طريق منع الكالسيوم، الذي يتسبب في انقباض القلب والشرايين بقوة أكبر، تقلل هذه الحاصرات سرعة ضربات القلب وقوة الانقباض نتيجة إبطائها لسير التيار الكهربائي في عضلة القلب ويحدث اتساع وارتخاء للشرايين.
تستخدم حاصرات قنوات الكالسيوم من النوع T لعلاج الصرع.